# Selva sobre Rodas
Jungle Junction é uma série de animação estadunidense-britânica produzido por Spider-Eye Productions. A série se estreou de aires a as 5:30 p.m. ET/PT tempo em 10 de outubro de 2009 em Disney Channel's Playhouse Disney quadra nos Estados Unidos. A primeira temporada foi exibida de 10 de outubro de 2009 a 19 de fevereiro de 2011. Em Portugal, a série transmitiu no Disney Channel e no Disney Junior.
Uma segunda série de 26 episódios foi encomendada pela Disney, e estreou em 2 de abril de 2011.

## Títulos
Reino Unido /  Irlanda /  Estados Unidos: Jungle Junction
 Espanha: Jungla Sobre Ruedas
 Portugal: Selva Sobre Rodas

## Personagens
| Nome ( Brasil) | Nome ( Portugal) | Descrição |
| -------------- | ---------------- | --- |
| Zooter         | Scottie          | Uma scooter-porco cor de rosa enérgico com um sotaque Inglês, que é o mensageiro da selva. |
| Ellyvan        | Carrifante       | Um elefante carrinha azul com um sotaque americano, que realiza as entregas em todo o selva. Ele é o maior animal na selva e melhor amigo de Scottie. Seu nome é uma palavra composta composto de elefante e carrinha. Ele é capaz de sugar quantidades improváveis de líquidos até o tronco e pulverizá-los distâncias de até um quilômetro ou mais.    |
| Bungo          | Buggy            | Um coelho com um sotaque Inglês, que gosta de fazer sinais e colocá-los em toda a selva. Ele é muito bom em Geografia, e conhece a floresta melhor do que ninguém. Ele também é o único veículo com rodas que é bom em saltar, ser capaz de saltar muitas vezes a sua própria altura no ar.                                                              |
| Taxiguejo      | Crustáxio        | Um caranguejo com um sotaque das Caraibas, que adora dançar e faz as maiores batidos na selva. Seu nome deriva de um táxi e ele é o único veículo com rodas que é capaz de dirigir os lados (possivelmente por causa da caminhada lateral atribuído aos caranguejos). Apesar do fato de que Toadhog muitas vezes é impaciente, Crustáxio tolera-lo mais. |
| Carla          | Carroala         | Um urso koala laranja dono de uma loja de supermercado. Seu nome parece ser uma aliteração de rimas simples baseado no caule carro. |
| Crocker        | Crocodeiro       | A chefe dos bombeiros de crocodilo com um lisp que usa um capacete amarelo com uma luz vermelha piscando no topo. Ele tem alguma habilidade em jardinagem e sabe como fazer compostagem. Seu nome vem da expressão que é UK gíria usada para descrever muitos carros de segunda mão.                                                                     |
| Hipobus        | Hipobus          | Um autocarro escolar amarelo hipopótamo, o que geralmente leva o Beetlebugs para a escola. Seu nome deriva de um Hippie Bus - geralmente um ônibus Volkswagen redecorado. |
| Os Carochinas  | Os Carochinas    | As rodas júnior. Seu nome e forma deriva de um Volkswagen Beetle - carros que foram apelidados de insetos. |
| Lance          | Rinoni           | A ambulância rinoceronte roxo. Seu nome é tanto uma contração de ambulância e uma referência a uma arma usada pelos lanceiros que atacaram com ele em carga total - muito parecido com um rinoceronte ataques coisas cobrando para eles. |
| Bobby          | Poli             | A chefe de polícia tucano. O seu carácter pode ser derivada a partir de um carro de bolha - ele ainda tem o mesmo chassis de três rodas. Seu nome é derivado da palavra gíria britânica para policiais. Ele é o único Wheeler que pode voar. |
| Dozer          | Tratouro         | Um trabalhador da construção touro. Seu nome e forma derivam de um Bulldozer. Seu talento está cavando e reparação de estradas com sua lâmina. |
| Miss Jolly     | Dona Rizebra     | A dona escola zebra. Ela é uma das mais antigas e mais sábio dos Wheelers. Ela também é a única a usar óculos. |
| Toadhog        | Sapistão         | Um sapo mal-humorado que gosta de vermes e moscas Fifi. Ele tem uma língua longa e pegajosa, que pode atirar para fora um longo caminho para pegar as coisas. |

## Episódios
- 1. Buggy ao Salvamento/Piquenique das Flores (Bungo To The Rescue/Pinky Picnic)
- 2. A Grande Corrida/A Scottie Perde o Gás (The Big Race Around/Zooter Loses Her Zip)
- 3. Não Espirres Mais/Os Heróis do Quartel (Nothing To Sneeze At/Firestation Hero)
- 4. O Tesouro da Selva/Pequenino (The Treasure Of Jungle Junction/Shrinky)
- 5. TBA (A Mystery For Bobby/Signs Of Trouble)
- 6. TBA (Smile Toadhog/Zooter's Surprise)
- 7. TBA (Prickly Pal/A Beautiful Stink)
- 8. TBA (Sap Trap/River Race Rescue)
- 9. Preso!/Cocos! (Stuck!/Coco-nuts!)
- 10. TBA (Rainy Daze/King Ellyvan)
- 11. TBA (The Star Juggler/Bungo's Box)
- 12. TBA (Bungo The Magnificent/Thingums)
- 13. TBA (A Bubbly Emergency/Funny Fruit)
- 14. TBA (The Missing Glasses/Dozer's Daisy)
- 15. TBA (Follow That...Thing!/The Spooky Road)
- 16. TBA (Muddy Zooter/Stargazing)
- 17. O Dozer Cava/O Apito do Taxiguejo (Dozer Digs/Taxicrab's Whistle)
- 18. TBA (Wheeler Ball/The Great Garden Caper)
- 19. TBA (The Night Before Zipsmas/A Gift For Zooter)
- 20. TBA (Hiccup Power/Fifi Frenzy)
- 21. Dia das bruxas/Torre assombrada de Relógio (Halloween/Haunted Clock Tower)

1. ↑  http://disnology.com/2010/03/disney-channel-orders-second-season-of-jungle-junction/